# Шапел ан Лафе
Шапел ан Лафе (фр. Chapelle-en-Lafaye) насеље је и општина у источној Француској у региону Рона-Алпи, у департману Лоара која припада префектури Монбризон.
По подацима из 2011. године у општини је живело 142 становника, а густина насељености је износила 15,8 становника/km². Општина се простире на површини од 8,99 km². Налази се на средњој надморској висини од 1080 метара (максималној 1.174 m, а минималној 917 m).

## Демографија
| 1962. | 1968. | 1975. | 1982. | 1990. | 1999. | 2011. |
| ----- | ----- | ----- | ----- | ----- | ----- | ----- |
| 77    | 122   | 116   | 103   | 101   | 108   | 142   |

График промене броја становника у току последњих година